# Isòtops de l'actini
L'Actini (Ac) natural no presenta cap isòtop estable i està compost d'un isòtop radioactiu, el 227Ac amb un període de semidesintegració de 21,772 anys. S'han caracteritzat 36 radioisòtops, el més estable dels quals és el 227A, seguit de l'225Ac amb un període de semidesintegració de 10 dies i el 226Ac amb un període de semidesintegració de 29,37 hores. Tota la resta d'isòtops radioactius tenen períodes de semidesintegració inferiors a 10 hores i la majoria d'ells inferior a un minut. L'isòtop de l'actini amb període de semidesintegració més curt és l'217Ac que es desintegra mitjançant emissió alfa i captura electrònica amb un període de semidesintegració de 69 nanosegons. L'actini presenta també dos isòmers nuclears.
L'227Ac purificat entra en equilibri amb els seus productes de desintegració als 185 dies, i llavors es desintegra d'acord amb els seus 21,773 dies de període de semidesintegració. El 98,62% de l'227Ac
es desintegra en tori (227Th) per emissió beta i l'1,38% de l' 227Ac es desintegra en franci (223Fr) per emissió alfa.
L'isòtop d'actini de la cadena de desintegració radioactiva del tori es coneixia amb el nom: 
- mesotori II : 228Ac

## Taula
| Símbol del núclid | Z(p)                | N(n)                | massa isotòpica(u)  | període de semidesintegració | Espín nuclear | composició isotòpics representativa (fracció molar) | rang de variació natural (fracció molar) |
| Símbol del núclid | energia d'excitació | energia d'excitació | energia d'excitació | període de semidesintegració | Espín nuclear | composició isotòpics representativa (fracció molar) | rang de variació natural (fracció molar) |
| ----------------- | ------------------- | ------------------- | ------------------- | ---------------------------- | ------------- | --------------------------------------------------- | ---------------------------------------- |
| 206Ac             | 89                  | 117                 | 206.01450(8)        | 25(7) ms                     | (3+)          |                                                     |                                          |
| 206m1Ac           | 80(50) keV          | 80(50) keV          | 80(50) keV          | 15(6) ms                     |               |                                                     |                                          |
| 206m2Ac           | 290(110)# keV       | 290(110)# keV       | 290(110)# keV       | 41(16) ms                    | (10-)         |                                                     |                                          |
| 207Ac             | 89                  | 118                 | 207.01195(6)        | 31(8) ms [27(+11-6) ms]      | 9/2-#         |                                                     |                                          |
| 208Ac             | 89                  | 119                 | 208.01155(6)        | 97(16) ms [95(+24-16) ms]    | (3+)          |                                                     |                                          |
| 208mAc            | 506(26) keV         | 506(26) keV         | 506(26) keV         | 28(7) ms [25(+9-5) ms]       | (10-)         |                                                     |                                          |
| 209Ac             | 89                  | 120                 | 209.00949(5)        | 92(11) ms                    | (9/2-)        |                                                     |                                          |
| 210Ac             | 89                  | 121                 | 210.00944(6)        | 350(40) ms                   | 7+#           |                                                     |                                          |
| 211Ac             | 89                  | 122                 | 211.00773(8)        | 213(25) ms                   | 9/2-#         |                                                     |                                          |
| 212Ac             | 89                  | 123                 | 212.00781(7)        | 920(50) ms                   | 6+#           |                                                     |                                          |
| 213Ac             | 89                  | 124                 | 213.00661(6)        | 731(17) ms                   | (9/2-)#       |                                                     |                                          |
| 214Ac             | 89                  | 125                 | 214.006902(24)      | 8.2(2) s                     | (5+)#         |                                                     |                                          |
| 215Ac             | 89                  | 126                 | 215.006454(23)      | 0.17(1) s                    | 9/2-          |                                                     |                                          |
| 216Ac             | 89                  | 127                 | 216.008720(29)      | 0.440(16) ms                 | (1-)          |                                                     |                                          |
| 216mAc            | 44(7) keV           | 44(7) keV           | 44(7) keV           | 443(7) µs                    | (9-)          |                                                     |                                          |
| 217Ac             | 89                  | 128                 | 217.009347(14)      | 69(4) ns                     | 9/2-          |                                                     |                                          |
| 217mAc            | 2012(20) keV        | 2012(20) keV        | 2012(20) keV        | 740(40) ns                   | (29/2)+       |                                                     |                                          |
| 218Ac             | 89                  | 129                 | 218.01164(5)        | 1.08(9) µs                   | (1-)#         |                                                     |                                          |
| 218mAc            | 584(50)# keV        | 584(50)# keV        | 584(50)# keV        | 103(11) ns                   | (11+)         |                                                     |                                          |
| 219Ac             | 89                  | 130                 | 219.01242(5)        | 11.8(15) µs                  | 9/2-          |                                                     |                                          |
| 220Ac             | 89                  | 131                 | 220.014763(16)      | 26.36(19) ms                 | (3-)          |                                                     |                                          |
| 221Ac             | 89                  | 132                 | 221.01559(5)        | 52(2) ms                     | 9/2-#         |                                                     |                                          |
| 222Ac             | 89                  | 133                 | 222.017844(6)       | 5.0(5) s                     | 1-            |                                                     |                                          |
| 222mAc            | 200(150)# keV       | 200(150)# keV       | 200(150)# keV       | 1.05(7) min                  | high          |                                                     |                                          |
| 223Ac             | 89                  | 134                 | 223.019137(8)       | 2.10(5) min                  | (5/2-)        |                                                     |                                          |
| 224Ac             | 89                  | 135                 | 224.021723(4)       | 2.78(17) h                   | 0-            |                                                     |                                          |
| 225Ac             | 89                  | 136                 | 225.023230(5)       | 10.0(1) d                    | (3/2-)        |                                                     |                                          |
| 226Ac             | 89                  | 137                 | 226.026098(4)       | 29.37(12) h                  | (1)(-#)       |                                                     |                                          |
| 227Ac             | 89                  | 138                 | 227.0277521(26)     | 21.772(3) a                  | 3/2-          |                                                     |                                          |
| 228Ac             | 89                  | 139                 | 228.0310211(27)     | 6.15(2) h                    | 3+            |                                                     |                                          |
| 229Ac             | 89                  | 140                 | 229.03302(4)        | 62.7(5) min                  | (3/2+)        |                                                     |                                          |
| 230Ac             | 89                  | 141                 | 230.03629(32)       | 122(3) s                     | (1+)          |                                                     |                                          |
| 231Ac             | 89                  | 142                 | 231.03856(11)       | 7.5(1) min                   | (1/2+)        |                                                     |                                          |
| 232Ac             | 89                  | 143                 | 232.04203(11)       | 119(5) s                     | (1+)          |                                                     |                                          |
| 233Ac             | 89                  | 144                 | 233.04455(32)#      | 145(10) s                    | (1/2+)        |                                                     |                                          |
| 234Ac             | 89                  | 145                 | 234.04842(43)#      | 44(7) s                      |               |                                                     |                                          |
| 235Ac             | 89                  | 146                 | 235.05123(38)#      | 40# s                        | 1/2+#         |                                                     |                                          |
| 236Ac             | 89                  | 147                 | 236.05530(54)#      | 2# min                       |               |                                                     |                                          |